# Axinaea lanceolata
Axinaea lanceolata är en tvåhjärtbladig växtart som beskrevs av Hipólito Ruiz López och Pav.. Axinaea lanceolata ingår i släktet Axinaea och familjen Melastomataceae. Inga underarter finns listade i Catalogue of Life.